# Michael Pircher

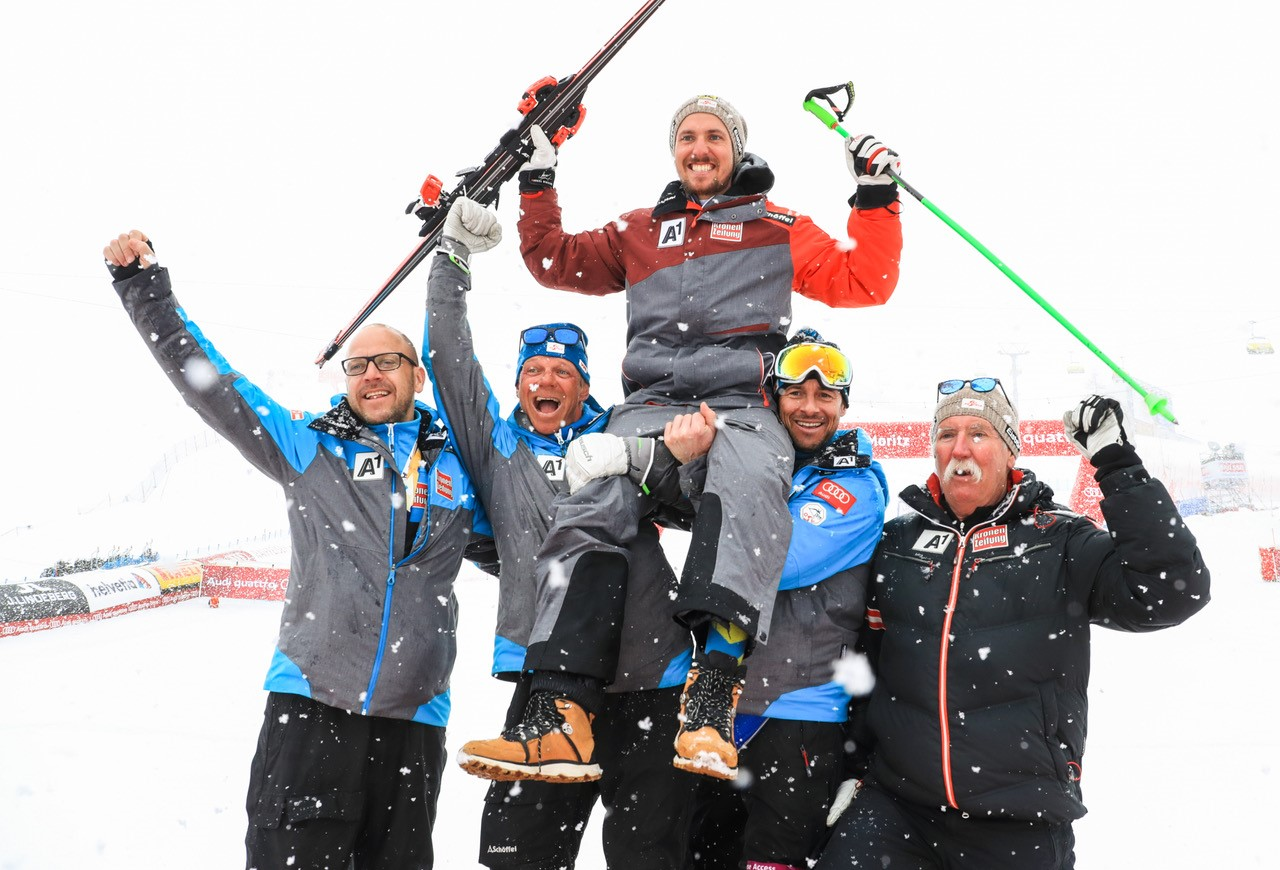
Pircher (Zweiter von links) bei der Ski-WM 2017 mit dem Team Hirscher

Michael „Mike“ Pircher (* 20. Juli 1975 in Schladming, Steiermark) ist ein österreichischer Alpinski- und ehemaliger Snowboardtrainer. Nach verschiedenen Trainertätigkeiten im Österreichischen Skiverband betreute er von 2013 bis 2019 Marcel Hirscher als Individualtrainer.

## Biografie
Mike Pircher war in seiner Jugend selbst als Skirennläufer aktiv und galt als talentierter Allrounder. Bei einer Abfahrtssichtung im Pitztal kam er jedoch schwer zu Sturz und zog sich einen Trümmerbruch im Oberschenkel zu, womit er die Hoffnung auf eine Sportlerlaufbahn aufgeben musste. Trotz eines Gleitwirbels begann er ein Studium der Sportwissenschaften an der Universität Graz, das er 2005 mit einer Diplomarbeit zum Thema „Seitigkeitsanalyse“ abschloss.
Seit der Saison 1998/99 ist Pircher für den ÖSV als Trainer tätig. Nachdem er zunächst als Snowboardtrainer agiert hatte, wirkte er als Konditions- und Schneetrainer im Nachwuchsbereich und übernahm schließlich die Leitung der Technikgruppe im Weltcup. Ab dem Winter 2013/14 stand er dem erfolgreichsten ÖSV-Athleten Marcel Hirscher als Individualtrainer zur Verfügung und verhalf seinem Schützling zu zahlreichen Siegen im Gesamtweltcup, bei Weltmeisterschaften und Olympischen Winterspielen. Pircher, der medial oft als „Workaholic“ beschrieben wird, sorgte als Schneetrainer im Team Hirscher für optimale Trainingsbedingungen auf der Piste. Im April 2020 gab der ÖSV seine Verpflichtung als Riesenslalomtrainer der Herren bekannt. Vier Jahre später unterschrieb er einen Vertrag als Individualtrainer des für Brasilien in den Weltcup zurückkehrenden Lucas Pinheiro Braathen.
Mike Pircher lebt mit seiner Frau Laura in Schladming.

## Auszeichnungen
- 2018: Styrian Sports Award für „besondere Verdienste im Sport“[7]

## Bibliografie
- Michael Pircher: Seitigkeitsanalyse: Beziehungen von muskulären Dysbalancen, Kraftverhältnissen und schitechnischen Seitigkeiten. Diplomarbeit am Institut für Sportwissenschaft der Universität Graz 2005, 135 S.
- Alex Hofstetter, Stefan Illek, Michael Pircher: Marcel Hirscher: Die Biografie, egoth Verlag, Wien 2019, ISBN 978-3-903183-30-8.